# Жорж Марше
Жорж Марше (фр. Georges Marchais; 7 червня 1920 — 16 листопада 1997) — французький політичний діяч, генеральний секретар Французької комуністичної партії (ФКП) з 1972 по 1994 рік. З 1961 року в керівництві ФКП. Депутат Національної асамблеї Франції.

## Біографія
Жорж Марше народився 7 червня 1920 в сім'ї робітника. Працював токарем. У роки Другої світової війни протягом року перебував на примусових роботах у Німеччині, звідки втік.
У 1947 році Марше вступив до Французької комуністичної партії (ФКП). У 1954-61 роках він був секретарем федерації ФКП Сен-Сюд (департамент Сена, Паризький район). У 1956 році він був обраний кандидатом у члени ЦК, в 1959 обраний членом ЦК і кандидатом у члени Політбюро ФКП. У 1961 році Марше став членом Політбюро і секретарем ЦК ФКП. XIX-й з'їзд ФКП (1970) обрав Марше заступником генерального секретаря компартії, а XX-й з'їзд ФКП (1972) — генеральним секретарем Французької компартії.
Марше брав участь у розробці програмних і тактичних установок ФКП, прийнятих пленумом ЦК ФКП в Шампіньі в 1968 році (маніфест «3а передову демократію, за соціалістичну Францію») і XIX і XX-м з'їздами ФКП. Він очолював делегацію ФКП на переговорах з Соціалістичною партією з вироблення спільної урядової програми лівих сил (1972). З 1973 року Марше - депутат Національних зборів Франції. У 1974 році він підтримав кандидатуру Міттерана на президентських виборах як єдиного кандидата від лівих сил.
У 1977 році Марше публікує книгу «Поговоримо відверто», в якій він називає себе єврокомуністом. Марше в цій книзі двозначно оцінив події у Чехословаччині: він, з одного боку, не схвалив насильницькі дії СРСР, з іншого, засудив дії чехословацького керівництва за те, що воно довело країну до такого стану.
Марше вийшов з лівого блоку в 1977 році, звинувативши соціалістів у «сповзанні вправо». Він висунув свою кандидатуру проти кандидатури Міттерана у 1981 році, але не дійшов до другого туру, отримавши 15,3%. У другому турі виборів Марше підтримав кандидатуру Міттерана, якого було обрано президентом Франції.
У 1994 році передав кермо влади Роберу Ю. У грудні 1996 року разом із групою «старої гвардії» подав у відставку зі свого поста в Національному бюро ФКП.
Жорж Марше помер 16 листопада 1997 року у паризькій лікарні Ларібуазьєр.

## Праці
- Les Communistes et les Paysans - «Комуністи і селянство» (1972)
- Le défi démocratique - «Демократичний виклик» (1973)
- La politique du PCF - «Політика ФКП» (1974)
- Communistes et/ou chrétiens - «Комуністи і/або християни» (1977)
- Parlons franchement - «Поговоримо відверто» (1977)
- Réponses - «Відповіді» (1977)
- L'espoir au présent - «Надія в подарунок» (1980)
- Démocratie - «Демократія» (1990)